# Liste des maires de Toulouse
Ci-dessous une liste des maires de Toulouse depuis 1790.

## Liste des maires

### Révolution française, Premier Empire et Première Restauration (1790-1815)

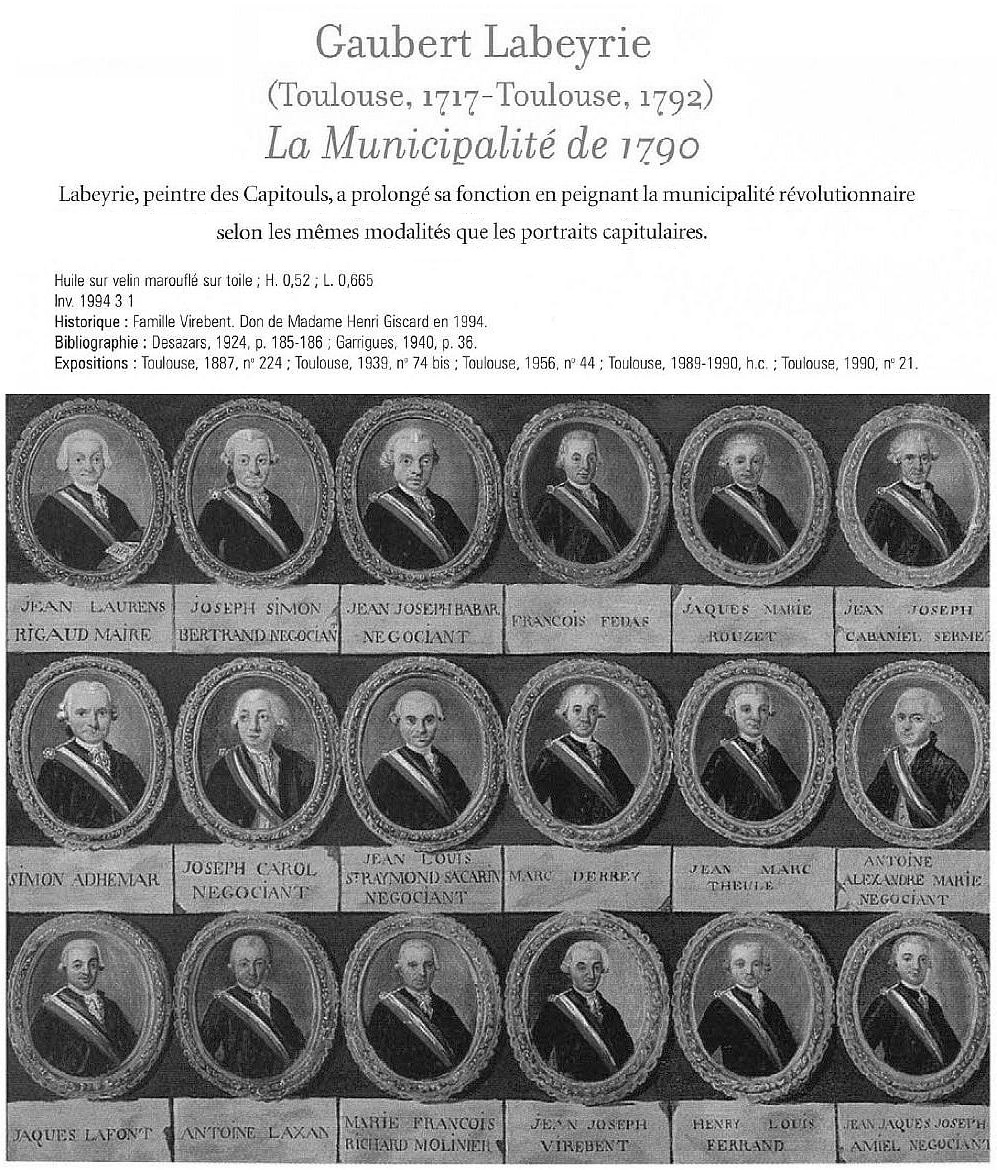
La première municipalité de Toulouse en 1790 (par Gaubert Labeyrie, bibliothèque municipale).

En 1789, la Révolution française apporte des bouleversements majeurs dans l'organisation administrative de la France, affirmant un principe d'égalité et d'uniformité, selon lequel tous les Français sont soumis à une administration identique sur l'ensemble du territoire. Le décret du 14 décembre 1789 crée, généralement dans les limites des anciennes paroisses, 44 000 municipalités – renommées communes à partir de 1793. De plus, les municipalités devant donc être régies par des règles similaires, la loi abolit également les institutions politiques de l'Ancien Régime, tels que les consulats, particulièrement nombreux dans le Midi de la France. Le conseil général de la municipalité est élu pour deux ans par les citoyens actifs, le corps électoral étant établi en fonction de critères censitaires.
À Toulouse, l'institution du capitoulat, dont les origines remontent au XIIe siècle, est supprimée. Les capitouls tiennent leur dernier conseil le 17 février 1790. La municipalité toulousaine comprend 18 membres, dont Joseph de Rigaud qui, le 28 février 1790, est élu premier maire de Toulouse. Le lendemain, l'ensemble des membres de la municipalité prête serment dans la salle du Grand Consistoire du Capitole.
À partir de 1792, les difficultés de la Convention nationale, l'entrée de la France dans la guerre de la Première Coalition, l'opposition croissante entre monarchistes et républicains, mais aussi entre tendances fédéralistes, girondines et jacobines amène les autorités de la République à affirmer un pouvoir de contrôle sur l'administration locale. Sous le Consulat, le 17 février 1800, la loi du 28 pluviôse an VIII donnée par Napoléon Bonaparte institue les préfets et consacre ce mouvement de recentralisation : les maires sont désormais nommés par le Premier consul dans les communes de plus de 5 000 habitants.
| Portrait                                  | Portrait | Nom                                                                                           | Début du mandat | Fin du mandat            | Appartenance politique | Notes |
| ----------------------------------------- | -------- | --------------------------------------------------------------------------------------------- | --------------- | ------------------------ | ---------------------- | --- |
|                                           |          | Joseph de Rigaud (13 décembre 1748, Castres- 20 avril 1794, Paris)                            | 28 février 1790 | 1er août 1792            | Patriote               | Juriste, professeur de droit à l'université de Toulouse, puis conseiller au parlement de Toulouse en 1789. Élu maire en 1790, réélu en novembre 1791, il est battu en 1792. Proscrit avec tous les parlementaires, il est condamné à mort et guillotiné à Paris le 20 avril 1794. |
| Vacant du 1er août au 23 octobre 1792.    |          |                                                                                               |                 |                          |                        | |
|                                           |          | Marc Derrey                                                                                   | 23 octobre 1792 | 29 juin 1793             | Jacobin                | Conseiller au présidial de Toulouse en 1776, membre du premier conseil municipal en 1790, président de la Société des Amis de la Constitution. Proscrit comme fédéraliste, il est destitué par la Convention, arrêté le 29 juin 1793 et condamné à mort.                          |
| Vacant du 29 juin au 6 juillet 1793.      |          |                                                                                               |                 |                          |                        | |
|                                           |          | Henri-Louis Ferrand                                                                           | 6 juillet 1793  | 13 octobre 1793          | Jacobin                | Ancien procureur général syndic de la Haute-Garonne, il est nommé par Descombels. Il est destitué et arrêté sur ordre des représentants du peuple. |
|                                           |          | Jean-Jacques Groussac (mort le 22 juillet 1797)                                               | 14 octobre 1793 | 15 novembre 1794         | Montagne               | Marchand de grains. Jacobin influent et intransigeant, considéré comme un soutien de la Terreur robespierriste, il est arrêté le 15 novembre 1794 et destitué le 5 décembre 1794. Plusieurs années plus tard, il est assassiné par ses anciens adversaires politiques.            |
| Vacant du 15 novembre au 5 décembre 1794. |          |                                                                                               |                 |                          |                        | |
|                                           |          | Jean Cames                                                                                    | 5 décembre 1794 | avant le 4 août 1795     | Thermidor              | Administrateur du district de Toulouse, il est nommé par le représentant en mission, François René Mallarmé. |
|                                           |          | Pierre Roussillou (25 février 1746, Ax-les-Thermes- 1817, Toulouse)                           | 4 août 1795     | avant le 9 novembre 1795 | Thermidor              | Négociant, anti-terroriste. |
|                                           |          | Souchon                                                                                       | 9 novembre 1795 | 30 mars 1797             | Thermidor              | Administrateur du district de Toulouse, anti-terroriste. |
|                                           |          | Hyacinthe Pellet-Desbarreaux (7 juin 1756, Chèzeneuve- 20 février 1828, Toulouse)             | 31 mars 1797    | 20 avril 1798            | Thermidor              | Auteur de pièces de théâtre. Négociant en faïence,. |
|                                           |          | Jacques Vaisse                                                                                | 20 avril 1798   | 20 avril 1799            | Thermidor              | Négociant. |
|                                           |          | Paul Vaisse                                                                                   | 20 avril 1799   | 8 mai 1800               | Thermidor              | Frère du précédent, négociant. Il se rallie à Napoléon Bonaparte à la suite du coup d'État du 18 Brumaire. |
|                                           |          | Philippe-Isidore Picot de Lapeyrouse (20 octobre 1744, Toulouse- 17 octobre 1818, Lapeyrouse) | 9 mai 1800      | 21 juillet 1806          | Bonapartisme           | Il est nommé maire par décret du Premier consul le 25 avril et installé le 9 mai 1800. Il démissionne le 24 juillet 1806. |
|                                           |          | Guillaume de Bellegarde (8 juin 1768, Toulouse- 19 février 1837, Toulouse)                    | 22 juillet 1806 | 11 juillet 1811          | Bonapartisme           | Il est nommé maire par décret impérial du 24 juillet et installé le 28 juillet 1806, puis maintenu par décret du 18 mars 1808. Il démissionne le 11 juillet 1811 car il est nommé au Corps législatif.                                                                            |
| Vacant du 11 juillet au 4 août 1811.      |          |                                                                                               |                 |                          |                        | |
|                                           |          | Joseph de Malaret (8 août 1770, Toulouse- 10 janvier 1846, Toulouse)                          | 4 août 1811     | 11 avril 1814            | Bonapartisme           | Il est nommé maire par décret impérial du 11 juillet et installé le 4 août 1811, puis maintenu par décret du 25 mars 1813. Le 13 avril 1814, il est remplacé par Louis Monstron de Sauton d'Escouloubre.                                                                          |
|                                           |          | Louis Monstron de Sauton d'Escouloubre (13 janvier 1755, Toulouse- 23 janvier 1834, Toulouse) | 13 avril 1814   | 11 juin 1814             | Monarchiste            | Colonel d'infanterie. Député de la noblesse aux États généraux pour la sénéchaussée de Toulouse. Il est nommé maire provisoire par Arthur Wellesley, marquis de Wellington, à la suite de la bataille de Toulouse et pendant l'absence de Joseph de Malaret.                      |
|                                           |          | Joseph de Malaret (8 août 1770, Toulouse- 10 janvier 1846, Toulouse)                          | 12 juin 1814    | 27 juillet 1815          | Bonapartisme           | Il est rétabli par Louis XVIII le 12 juin 1814 pendant la Première Restauration. Pendant les Cent Jours, il se rallie à Napoléon Ier et se maintient jusqu'au 22 juillet 1815. |

### Monarchie de la Restauration (1815-1830)
| Portrait | Portrait | Nom                                                                             | Début du mandat   | Fin du mandat   | Appartenance politique | Notes |
| -------- | -------- | ------------------------------------------------------------------------------- | ----------------- | --------------- | ---------------------- | --- |
|          |          | Joseph de Villèle (14 avril 1773, Toulouse- 13 mars 1854, Toulouse)             | 25 juillet 1815   | 11 février 1818 |                        | Il est nommé maire par le duc d'Angoulême le 22 juillet et installé le 25 juillet 1815. Il est maintenu par ordonnance royale le 11 octobre 1815, puis le 20 mai 1816. Il démissionne le 11 février 1818. |
|          |          | Guillaume de Bellegarde (8 juin 1768, Toulouse- 19 février 1837, Toulouse)      | 5 mars 1818       | 12 février 1823 |                        | Il est nommé maire par ordonnance royale du 5 mars et installé le 23 mars 1818. Il est maintenu par ordonnance royale le 13 juin 1821. Il démissionne le 12 février 1823. |
|          |          | Joseph d'Hargenvilliers (18 janvier 1767, Ganges- 17 novembre 1841, Cuq-Toulza) | 12 février 1823   | 11 janvier 1826 |                        | Il est nommé maire par ordonnance royale du 12 février et installé le 27 février 1823. |
|          |          | Guillaume de Montbel (5 juillet 1787, Toulouse- 29 janvier 1861, Frohsdorf)     | 11 janvier 1826   | 7 août 1829     |                        | Il est nommé maire par ordonnance royale du 11 janvier et installé le 12 février 1826. Il démissionne le 7 août 1829. |
|          |          | Athanase de Rességuier (1er janvier 1785- 29 janvier 1861)                      | 20 septembre 1829 | 3 août 1830     |                        | Membre de la famille de Rességuier, issu de la noblesse parlementaire toulousaine, il est le frère de Jules de Rességuier. Membre du conseil municipal depuis décembre 1814, il est nommé maire par ordonnance royale du 20 septembre et installé le 23 novembre 1829. Il est écarté à la suite de la Révolution de Juillet. |

### Monarchie de Juillet (1830-1848)
| Portrait                                                                             | Portrait | Nom                                                                            | Début du mandat  | Fin du mandat    | Appartenance politique | Notes |
| ------------------------------------------------------------------------------------ | -------- | ------------------------------------------------------------------------------ | ---------------- | ---------------- | ---------------------- | --- |
|                                                                                      |          | Joseph Viguerie (26 septembre 1787, Toulouse- 9 novembre 1834, Toulouse)       | 3 août 1830      | 10 juillet 1833  |                        | Commerçant et banquier. Il est nommé président de la municipalité provisoire par arrêté préfectoral le 3 août 1830, confirmé par ordonnance royale le 27 août et installé le 7 septembre 1830. Il démissionne le 10 juillet 1833.                                                                |
| Entre le 10 juillet et le 3 août 1833, l'intérim est assuré par Joseph Arnoux.       |          |                                                                                |                  |                  |                        | |
|                                                                                      |          | Théodore Rolland (5 avril 1794, Toulouse- 17 mars 1880, Toulouse)              | 3 août 1833      | 2 octobre 1835   |                        | Magistrat. Entre 1830 et 1833, il est adjoint au maire. Il est nommé par ordonnance royale le 10 juillet et installé le 3 août 1833. Le 17 novembre 1833, il est également élu conseiller général de la Haute-Garonne pour le canton de Grenade. Il démissionne le 2 octobre 1835.               |
| Entre le 2 octobre 1835 et le 3 mai 1836, l'intérim est assuré par Jacques Milhes.   |          |                                                                                |                  |                  |                        | |
|                                                                                      |          | Joseph Arnoux (24 janvier 1791, Marseille- 2 décembre 1855, Toulouse)          | 10 mai 1836      | 31 janvier 1839  |                        | Fabricant de faïence. Entre 1830 et 1833, il est adjoint au maire. Il est nommé par ordonnance royale le 18 mars et installé le 10 mai 1836. Il est maintenu par ordonnance royale du 12 août 1837, jusqu'au 31 janvier 1839.                                                                    |
|                                                                                      |          | Armand Perpessac (30 octobre 1798, Fourquevaux- 11 octobre 1877, Toulouse)     | 31 janvier 1839  | 5 juillet 1841   |                        | Avocat à la cour royale de Toulouse. Il est nommé par ordonnance royale le 31 janvier et installé le 14 février 1839. Il démissionne le 5 juillet 1841. |
| Entre le 12 et le 24 juillet 1841, l'intérim est assuré par Benoît Arzac.            |          |                                                                                |                  |                  |                        | |
|                                                                                      |          | Louis-François Lejeune (3 février 1775, Strasbourg- 26 février 1848, Toulouse) | 30 juillet 1841  | 6 décembre 1841  |                        | Maréchal de camp en retraite, baron d'Empire, peintre de bataille, directeur de l'école des beaux-arts de Toulouse de 1837 à 1848. Il est nommé maire provisoire par arrêté préfectoral le 30 juillet 1841 et installé le jour même.                                                             |
|                                                                                      |          | Pierre Bories (3 février 1780, Saint-Juéry- 17 avril 1868, Toulouse)           | 6 décembre 1841  | 24 mai 1843      |                        | Épicier en gros. Il est nommé maire provisoire par arrêté préfectoral le 6 décembre 1841 et installé le jour même. Il est confirmé par ordonnance royale le 14 janvier 1842 et installé le 21 janvier 1842.                                                                                      |
| Entre le 24 mai et le 13 août 1843, l'intérim est assuré par Noël Fornier.           |          |                                                                                |                  |                  |                        | |
|                                                                                      |          | François Sans (6 juin 1795, Ax-les-Thermes- 26 octobre 1859, Londres)          | 3 septembre 1843 | 30 décembre 1843 |                        | Fabricant de limes et aciers. Il est nommé maire provisoire par ordonnance royale le 3 septembre et installé le 19 septembre 1843. Il est révoqué par ordonnance royale le 30 décembre 1843. |
| Vacant entre le 30 décembre 1843 et le 3 janvier 1845.                               |          |                                                                                |                  |                  |                        | |
|                                                                                      |          | Jean Cabanis (4 mai 1813, Toulouse- 20 juin 1847, Toulouse)                    | 3 janvier 1845   | 15 janvier 1847  |                        | Notaire. Il est nommé maire provisoire par décret préfectoral le 3 janvier 1845, puis confirmé par ordonnance royale le 22 février et installé le 26 février 1845. Le 8 février 1846, il est élu conseiller général de la Haute-Garonne pour le canton de Toulouse-Centre. Il meurt en fonction. |
| Entre le 15 janvier et le 4 septembre 1847, l'intérim est assuré par Jacques Milhes. |          |                                                                                |                  |                  |                        | |
|                                                                                      |          | Auguste Lignières (31 juillet 1812, Toulouse- ?)                               | 5 septembre 1847 | 28 février 1848  |                        | Négociant. Il est nommé maire par ordonnance royale le 5 septembre et installé le 12 septembre 1847. Le 28 février 1848, à la suite de la Révolution de Février, il est révoqué par le commissaire général de la République.                                                                     |

### Deuxième République (1848-1852)
Le 1er mars 1848, à la suite de la Révolution de Février qui renverse le roi Louis-Philippe, mettant fin à la monarchie de Juillet, le commissaire du gouvernement, Jacques François Joly, qui a remplacé dans ses fonctions le préfet de la Haute-Garonne, destitue le conseil municipal. Il crée une nouvelle commission municipale dont les membres, nommés par lui, sont Benoît Arzac, Commez, Adolphe-Félix Gatien-Arnoult, Gottreux, Monnié, Pierre Roquelaine et Soulès. Jusqu'aux 24 août 1848, le président de cette commission municipale fait fonction de maire.
| Portrait | Portrait | Nom                                                             | Début du mandat | Fin du mandat | Appartenance politique | Notes |
| -------- | -------- | --------------------------------------------------------------- | --------------- | ------------- | ---------------------- | --- |
|          |          | Adolphe-Félix Gatien-Arnoult (30 octobre 1800- 19 janvier 1886) | 1er mars 1848   | 12 avril 1848 | Rép. mod.              | Professeur de philosophie à la faculté des lettres. Il est conseiller municipal d'août 1843 à février 1845 et, en 1848, il est nommé président de la commission municipale. Le 24 avril 1848, il est élu député de la Haute-Garonne. |
|          |          | Rey                                                             | 12 avril 1848   | 7 juin 1848   | Rép. mod.              | Pépiniériste. Membre de la commission municipale du 1er mars 1848, il en est nommé président le 12 avril. |
|          |          | Benoît Arzac (1777- 18 avril 1858)                              | 7 juin 1848     | 16 juin 1848  | Rép. mod.              | Propriétaire. Il est conseiller municipal de décembre 1831 à décembre 1841, puis de juillet 1843 à février 1848. Membre de la commission municipale du 1er mars 1848, il en est nommé adjoint du président le 13 mai 1848, puis président à partir du 7 juin. Le 27 août 1848, il est élu conseiller général de la Haute-Garonne pour le canton de Toulouse-Ouest. |
|          |          | Pierre Roquelaine (25 février 1811- 19 septembre 1860)          | 16 juin 1848    | 24 août 1848  | Rép. mod.              | Avocat. Il est conseiller municipal d'août 1843 à avril 1849. Membre de la commission municipale du 1er mars 1848, il en est nommé président à partir du 16 juin. |

Le 24 août 1848, la commission municipale du 1er mars est remplacée par un conseil municipal dont les membres sont élus au suffrage universel masculin, mais dont le maire, choisi parmi les conseillers municipaux, est nommé par arrêté du président du Conseil.
| Portrait | Portrait | Nom                                                    | Début du mandat | Fin du mandat   | Appartenance politique | Notes |
| -------- | -------- | ------------------------------------------------------ | --------------- | --------------- | ---------------------- | --- |
|          |          | Pierre Roquelaine (25 février 1811- 19 septembre 1860) | 24 août 1848    | 21 janvier 1849 | Rép. mod.              | Avocat. Président de la commission municipale depuis le 16 juin 1848, il est nommé maire par arrêté du président du Conseil, Eugène Cavaignac, le 24 août 1848, et installé le 4 septembre. Il est révoqué le 21 janvier 1849 par arrêté du président de la République, Louis-Napoléon Bonaparte. Le 27 août 1848, il est également élu conseiller général de la Haute-Garonne pour le canton de Toulouse-Nord. |
|          |          | Théodore Rolland (5 avril 1794- 17 mars 1880)          | 24 janvier 1849 | 2 avril 1849    | Rép. mod.              | Magistrat. Il est conseiller municipal de juillet 1837 à juillet 1840, puis de décembre 1841 à février 1845, et conseiller général de la Haute-Garonne de 1833 à 1839. À nouveau membre du conseil municipal depuis septembre 1848, il est nommé et installé maire de la municipalité provisoire constituée par arrêté du nouveau préfet, Justin Delmas, le 24 janvier 1849. Il démissionne le 2 avril 1849.    |
|          |          | Alexandre Fourtanier (1er mars 1805- 2 février 1864)   | 2 avril 1849    | 9 juin 1849     | Rép. mod.              | Avocat à la cour d'appel, bâtonnier. Il est conseiller général de la Haute-Garonne pour le canton de Fronton du 4 décembre 1836 au 1er décembre 1869. Le 2 avril 1849, il est nommé et installé maire de la municipalité provisoire. Le 14 mai, il est élu député de la Haute-Garonne et démissionne du conseil municipal le 9 juin.                                                                            |
|          |          | François Sans (6 juin 1795- 26 octobre 1859)           | 9 juin 1849     | 24 juin 1852    | Rép. mod.              | Fabricant de limes et aciers. Il est membre du conseil municipal de décembre 1834 à octobre 1846 sous la monarchie de Juillet, puis à partir d'avril 1849 pendant la Deuxième République. Il est nommé et installé maire par décret du président de la République, Louis-Napoléon Bonaparte, du 9 juin 1849. |

### Second Empire (1852-1870)
| Portrait | Portrait | Nom                                                        | Début du mandat    | Fin du mandat      | Appartenance politique | Notes |
| -------- | -------- | ---------------------------------------------------------- | ------------------ | ------------------ | ---------------------- | --- |
|          |          | Jean-Louis Cailhassou (1771- 25 août 1861)                 | 24 juin 1852       | 1er septembre 1855 | Bonap.                 | Ancien colonel de gendarmerie. Il est nommé maire par arrêté du préfet, Alceste de Chapuys-Montlaville, le 24 juin 1852, et installé le lendemain. Cette nomination est confirmée par décret impérial du 8 juillet 1852. Il est également élu conseiller général de la Haute-Garonne le 1er août 1852 pour le canton de Saint-Martory. Il est sorti le 3 juin 1855, mais reste conseiller municipal jusqu'en 1860. |
|          |          | Antoine Policarpe (12 novembre 1790- 29 décembre 1867)     | 1er septembre 1855 | 29 juillet 1858    | Bonap.                 | Colonel au corps royal d'artillerie à la retraite. Il est conseiller municipal de juillet 1852 à septembre 1860. Il est nommé maire par décret impérial, le 1er septembre, et installé le 7 septembre 1855. Il est conseiller général de la Haute-Garonne pour le canton de Montgiscard, du 1er août 1852 au 27 janvier 1861.                                                                                      |
|          |          | Jean Patras de Campaigno (2 juillet 1801- 12 octobre 1876) | 29 juillet 1858    | 26 août 1865       | Bonap.                 | Ancien capitaine de cuirassiers. Il est conseiller municipal d'avril 1849 à septembre 1866. Il est nommé maire par décret impérial, le 29 juillet, et installé le 9 août 1858. Il est également élu conseiller général de la Haute-Garonne pour le canton de Toulouse-Sud, le 1er août 1852, et réélu le 16 juin 1861, et député de la Haute-Garonne de 1863 à 1870.                                               |
|          |          | Jules Amilhau (14 février 1825- 14 octobre 1867)           | 26 août 1865       | 29 juin 1867       | Union lib.             | Notaire, syndic de la chambre des notaires. Il est conseiller municipal de septembre 1860 à août 1865. Il est nommé maire par décret impérial, le 26 août, et installé le 4 septembre 1865. Il est conseiller général de la Haute-Garonne pour le canton de Toulouse-Centre, le 4 août 1867. |
|          |          | Édouard Filhol (8 octobre 1814- 23 juin 1883)              | 29 juin 1867       | 5 septembre 1870   | Union lib.             | Professeur, puis directeur de l'école préparatoire de médecine et de pharmacie, membre de la commission administrative des hospices civils de Toulouse, président de la société impériale de médecine, chirurgie et pharmacie. Il est nommé maire par décret impérial, le 29 juin, et installé le 17 juillet 1867.                                                                                                 |

### Troisième République (1870-1940)
| Portrait | Portrait | Nom                                                             | Début du mandat  | Fin du mandat  | Appartenance politique | Notes |
| -------- | -------- | --------------------------------------------------------------- | ---------------- | -------------- | ---------------------- | --- |
|          |          | Adolphe-Félix Gatien-Arnoult (30 octobre 1800- 19 janvier 1886) | 5 septembre 1870 | 6 octobre 1870 | Rép. mod.              | Professeur de philosophie à la faculté des lettres. Républicain, il est conseiller municipal depuis novembre 1869 à janvier 1871. Il est nommé président de la municipalité provisoire par arrêté du préfet de la Haute-Garonne, Armand Duportal, le 5 septembre 1870. |
|          |          | Gustave Cousin (22 novembre 1814- 1901)                         | 20 janvier 1871  | 29 mars 1871   | Mod.                   | Avocat, conseiller à la cour d'appel, procureur de la République du 8 septembre à novembre 1870. Il est conseiller municipal de novembre 1869 à janvier 1871, de mai 1871 à avril 1874, de novembre 1874 à septembre 1877, de décembre 1877 au 9 décembre 1879, et du 28 décembre 1879 à août 1880. Il est nommé président de la municipalité provisoire par arrêté du préfet de la Haute-Garonne, Armand Duportal, le 6 octobre 1870, et installé le 16 octobre jusqu'au 20 janvier 1871. |
|          |          | Léonce Castelbou (12 juillet 1822- 7 janvier 1887)              | 20 janvier 1871  | 29 mars 1871   | Mod.                   | Avocat à la cour d'appel. Il est conseiller municipal de novembre 1869 à mars 1871, de janvier 1878 au 9 décembre 1879, du 28 décembre 1879 au 7 mai 1882, du 15 mai 1882 à 1884. Il est nommé maire provisoire par arrêté préfectoral du 20 janvier 1871, et installé deux jours plus tard. |

Le 25 mars 1871, les révolutionnaires de la garde nationale proclament la Commune de Toulouse, sur le modèle de la Commune de Paris. Ils suspendent le conseil municipal et mettent en place une commission administrative municipale, dont la présidence est confiée à Proust et Frugier.
| Portrait | Portrait | Nom     | Début du mandat | Fin du mandat | Appartenance politique | Notes                                     |
| -------- | -------- | ------- | --------------- | ------------- | ---------------------- | ----------------------------------------- |
|          |          | Frugier | 26 mars 1871    | 27 mars 1871  | Comm.                  | Lieutenant-colonel de la garde nationale. |
|          |          | Proust  | 26 mars 1871    | 27 mars 1871  | Comm.                  | Chef de bataillon de la garde nationale.  |

Dès le 29 mars 1871, après l'échec de la Commune de Toulouse, deux jours plus tôt, la municipalité est rétablie par le nouveau préfet de la Haute-Garonne, Émile de Kératry.
| Portrait | Portrait | Nom                                                | Début du mandat   | Fin du mandat     | Appartenance politique | Notes |
| --- | -------- | -------------------------------------------------- | ----------------- | ----------------- | ---------------------- | --- |
| |          | Edmond Valette                                     | 29 mars 1871      | 16 avril 1871     | Mod.                   | Officier du Génie en retraite. Il est nommé adjoint provisoire du président de la municipalité provisoire par arrêté préfectoral du 6 octobre 1870 au 20 janvier 1871. Il est par la suite conseiller municipal de mars 1871 à avril 1874, et de novembre 1874 à septembre 1877. Il est nommé maire provisoire par arrêté préfectoral du 29 mars 1871, et installé le 30 mars jusqu'au 16 avril 1871.                             |
| |          | Jean Fabre (20 mars 1808- ?)                       | 16 avril 1871     | 9 mai 1871        | Mod.                   | Avocat, notaire. Il est conseiller municipal pendant la Deuxième République, de septembre 1848 à avril 1849, et sous le Second Empire, de novembre 1869 à septembre 1870. Il est nommé maire provisoire par arrêté préfectoral du 16 avril, et installé le 20 avril, jusqu'au 9 mai 1871. |
| |          | Henri Ebelot (20 août 1837- 21 août 1902)          | 9 mai 1871        | 10 février 1874   | Mod.                   | Avocat, bâtonnier de l'ordre des avocats. Il est conseiller municipal de novembre 1869 à janvier 1871, de mars 1871 à avril 1874, de novembre 1874 à septembre 1877, et de décembre 1877 à décembre 1879. Il est nommé maire par décret du président du Conseil du 9 mai 1871 et installé le même jour. |
| |          | François Toussaint (10 février 1813- 10 août 1891) | 10 février 1874   | 10 mai 1876       |                        | Colonel en retraite. Il est conseiller municipal de février 1874 à décembre 1877. Il est nommé maire par décret du président de la République, Patrice de Mac Mahon, le 10 février et installé le 14 février 1874. Il est maintenu jusqu'au 10 mai 1876. |
| |          | Henri Ebelot (20 août 1837- 21 août 1902)          | 10 mai 1876       | 22 septembre 1876 | Mod.                   | Avocat, bâtonnier de l'ordre des avocats. Il est conseiller municipal de novembre 1869 à janvier 1871, de mars 1871 à avril 1874, de novembre 1874 à septembre 1877, et de décembre 1877 à décembre 1879. Il est nommé maire par décret du président de la République du 10 mai 1876 et installé, dès le lendemain, jusqu'au 22 septembre 1876.                                                                                   |
| Entre le 22 septembre 1876 et le 22 septembre 1877, le conseil municipal, dissous, est remplacé par une commission municipale.                                                                                                   |          |                                                    |                   |                   |                        | |
| |          | François Toussaint (10 février 1813- 10 août 1891) | 22 septembre 1877 | 22 décembre 1877  |                        | Colonel en retraite. Il est conseiller municipal de février 1874 à décembre 1877. Il est nommé maire par décret du président de la République 22 septembre et installé le 24 septembre 1877. Il démissionne avec l'ensemble du conseil municipal le 15 décembre suivant. |
| |          | Henri Ebelot (20 août 1837- 21 août 1902)          | 22 décembre 1877  | 20 janvier 1881   | Mod.                   | Avocat, bâtonnier de l'ordre des avocats. Il est conseiller municipal de novembre 1869 à janvier 1871, de mars 1871 à avril 1874, de novembre 1874 à septembre 1877, et de décembre 1877 à décembre 1879. Il est nommé maire par arrêté préfectoral du 22 décembre 1877, confirmé par décret du président de la République du 27 décembre et installé le 30 décembre 1877.                                                        |
| |          | Léonce Castelbou (12 juillet 1822- 7 janvier 1887) | 20 janvier 1881   | 24 août 1881      | Mod.                   | Avocat à la cour d'appel. Il est conseiller municipal de novembre 1869 à mars 1871, de janvier 1878 au 9 décembre 1879, du 28 décembre 1879 au 7 mai 1882, du 15 mai 1882 à 1884. Il est nommé maire par arrêté préfectoral du 20 janvier 1881. Il est également conseiller général de la Haute-Garonne pour le canton de Toulouse-Nord en 1876.                                                                                  |
| |          | Aimé Barthélemy (1832- 17 janvier 1885)            | 25 août 1881      | 30 décembre 1881  | Mod.                   | Professeur à la faculté des sciences. Il est conseiller municipal en décembre 1879. Il est nommé maire par décret du président de la République Jules Grévy le 25 août, et installé le 5 septembre 1881. Il démissionne le 30 décembre de la même année, puis redevient conseiller municipal de mai 1882 à mai 1884. |
| Entre le 4 janvier et le 28 février 1882, l'intérim est assuré par Isidore Féral, adjoint au maire. |          |                                                    |                   |                   |                        | |
| |          | Théophile Huc (16 novembre 1834- 24 août 1905)     | 28 février 1882   | 20 avril 1884     | Mod.                   | Professeur à la faculté de droit de 1855 à 1884, puis conseiller à la cour d'appel après 1884. Il est conseiller municipal de mai 1871 à avril 1874, de novembre 1874 à septembre 1877, de décembre 1877 au 9 décembre 1879, du 28 décembre 1879 au 7 mai 1882. Il est nommé maire par décret du président de la République le 28 février au 7 mai 1882, puis confirmé après son élection par le conseil municipal du 7 mai 1882. |
| Entre le 21 avril et le 11 mai 1884, l'intérim est assuré par Bertrand Lavigne, adjoint au maire. |          |                                                    |                   |                   |                        | |
| |          | Joseph Sirven (16 novembre 1834- 24 août 1905)     | 20 mai 1888       | 12 octobre 1892   | Rép. et rad.           | Juge au tribunal de commerce, directeur de l'imprimerie Sirven, fondateur de La Dépêche. |
| |          | Camille Ournac (31 août 1845- 24 février 1925)     | 20 mai 1888       | 12 octobre 1892   | PRRRS                  | Marchand de vins en gros. |
| |          | Honoré Serres (25 mars 1845- 29 septembre 1905)    | 13 octobre 1892   | 22 septembre 1894 | PRRRS                  | Négociant. |
| Entre le 22 septembre 1894 et le 24 janvier 1895, une délégation spéciale est nommée, présidée par Aristide Labéda, chirurgien des hôpitaux de Toulouse et doyen de la faculté de médecine, conseiller municipal de 1884 à 1888. |          |                                                    |                   |                   |                        | |
| |          | Honoré Serres (25 mars 1845- 29 septembre 1905)    | 24 janvier 1895   | 8 septembre 1896  | PRRRS                  | Négociant. |
| Entre le 12 septembre et le 16 novembre 1896, à la suite de la dissolution du conseil municipal par décret, une délégation spéciale est nommée, présidée par Jules Coumoul, vice-président du tribunal civil de Toulouse.        |          |                                                    |                   |                   |                        | |
| |          | Honoré Serres (25 mars 1845- 29 septembre 1905)    | 17 novembre 1896  | 29 septembre 1905 | PRRRS                  | Négociant. |
| Entre le 29 septembre 1905 et le 16 janvier 1906, l'intérim est assuré par Tranier, premier adjoint au maire. |          |                                                    |                   |                   |                        | |
| |          | Albert Bedouce (8 janvier 1869- 4 août 1947)       | 22 février 1906   | 5 octobre 1906    | SFIO                   | Imprimeur.,. |
| |          | Jean Rieux (4 avril 1878- 8 mars 1933)             | 5 octobre 1906    | 18 mai 1908       | SFIO                   | Imprimeur. Socialiste guesdiste, il est élu conseiller municipal en 1905 et maire en remplacement d'Albert Bedouce l'année suivante,. |
| |          | Raymond Leygue (8 avril 1850- 15 juillet 1929)     | 18 mai 1908       | 18 mai 1912       | PRRRS                  | Sans profession. |
| |          | Jean Rieux (4 avril 1878- 8 mars 1933)             | 18 mai 1912       | 10 décembre 1919  | SFIO                   | Imprimeur. |
| |          | Paul Feuga (3 avril 1863- 5 janvier 1939)          | 10 décembre 1919  | 15 mai 1925       | PRRRS                  | Sans profession. |
| |          | Étienne Billières (21 mars 1876- 3 février 1935)   | 15 mai 1925       | 3 février 1935    | SFIO                   | Professeur de calligraphie à l'école de commerce et directeur de l'école pratique de sténo-dactylographie. |
| Entre le 3 février et le 11 mai 1935, l'intérim est assuré par Jules Julien,. |          |                                                    |                   |                   |                        | |
| |          | Antoine Ellen-Prévot (11 août 1877- 5 juin 1952)   | 11 mai 1935       | 7 septembre 1940  | SFIO                   | Professeur de lettres, directeur des Ferronneries du Midi. |

### Régime de Vichy (1940-1944)
Le 7 septembre 1940, le conseil municipal est suspendu par décret du ministre de l'Intérieur, Marcel Peyrouton. Il est remplacé par une « délégation municipale » de sept personnes nommées par Vichy, et dirigée par André Haon. Les membres de la délégation municipale sont, outre André Haon, Henri Dalet, Charles Dupont, Albert Ginesty, André Igon, Henri Lanusse-Crouse et Bernard Rauzy.
| Portrait | Portrait                                                                              | Nom                                                                      | Début du mandat  | Fin du mandat | Appartenance politique | Notes |
| -------- | ------------------------------------------------------------------------------------- | ------------------------------------------------------------------------ | ---------------- | ------------- | ---------------------- | --- |
|          |                                                                                       | André Haon (28 avril 1888, Tours- 2 mai 1967, Toulouse)                  | 7 septembre 1940 | 9 juin 1944   | SE                     | Avocat, bâtonnier de l'ordre des avocats de Toulouse (1937-1938). Président du Stade toulousain (1930-1935). |
|          | Entre le 9 juin et le 8 août 1944, l'intérim est assuré par Henri Dalet, 1er adjoint. |                                                                          |                  |               |                        | |
|          |                                                                                       | Albert Ginesty (5 octobre 1890, Chaudes-Aigues- 17 avril 1962, Toulouse) | 8 août 1944      | 20 août 1944  | SE                     | Médecin, chirurgien urologue. Président du Stade toulousain (1935-1938).                                     |

### GPRF et Quatrième République (1944-1958)
| Portrait | Portrait                                                                                           | Nom                                                                      | Début du mandat | Fin du mandat     | Appartenance politique | Notes |
| -------- | -------------------------------------------------------------------------------------------------- | ------------------------------------------------------------------------ | --------------- | ----------------- | ---------------------- | --- |
|          | | Raymond Badiou (14 août 1905, Bellerive-sur-Allier- 27 juin 1996, Paris) | 20 août 1944    | 14 septembre 1958 | SFIO                   | La Libération de Toulouse a lieu les 19 et 20 août 1944. Le comité local de libération joue le rôle de municipalité temporaire ; il a à sa tête Raymond Badiou, qui est élu maire en 1945, puis réélu en 1947 et 1953. Il conduit une politique municipale prudente, urbanisant Toulouse de façon compacte pour éviter la multiplication des réseaux, ce qui l'amène à lancer les premiers programmes de logements sociaux aux abords immédiats de la ville. |
|          | Entre le 14 septembre et le 9 octobre 1958, l'intérim est assuré par Georges Carrère, 1er adjoint. |                                                                          |                 |                   |                        | |

### Cinquième République (depuis 1958)
| Portrait | Portrait                                                   | Nom                                                                | Début du mandat | Fin du mandat   | Appartenance politique | Notes |
| -------- | ---------------------------------------------------------- | ------------------------------------------------------------------ | --------------- | --------------- | ---------------------- | --- |
|          |                                                            | Louis Bazerque (9 mai 1912, Toulouse- 10 décembre 1992, Toulouse)  | 16 octobre 1958 | 21 mars 1971    | SFIO                   | En dix années la commune réaménage toute sa voirie ses réseaux (y compris de transport) et il s'y construit 40 000 logements dont une large part en compromis entre la mairie et les promoteurs. Après les cités d'Aste et d'Empalot et face au projet de Colomiers conduit par son collègue du conseil général Eugène Montel, Louis Bazerque lance le projet contesté du Grand Mirail sous la responsabilité architecturale de Georges Candilis, l'un des principaux disciples de Le Corbusier. Symbole d'accession des classes moyennes au logement confort (eau chaude et électricité), ce quartier prolonge l'urbanisation de la ville vers le sud-ouest. |
|          |                                                            | Pierre Baudis (11 mai 1916, Decazeville- 5 janvier 1997, Toulouse) | 21 mars 1971    | 13 mars 1983    | CD, UDF-CDS            | |
|          |                                                            | Dominique Baudis (14 avril 1947, Paris- 10 avril 2014, Paris)      | 13 mars 1983    | 23 janvier 2001 | UDF-CDS                | fils du précédent |
|          |                                                            | Guy Hersant (18 mai 1918, Dijon- 23 décembre 2011, Toulouse)       | 23 janvier 2001 | 22 mars 2001    | DVD                    | Doyen d'âge du conseil municipal au moment de son élection, il assure la transition entre la démission de Dominique Baudis et l'installation de Philippe Douste-Blazy. |
|          |                                                            | Philippe Douste-Blazy (né le 1er janvier 1953, Lourdes)            | 23 mars 2001    | 29 avril 2004   | UDF-AD, UMP            | |
|          | Intérim de Françoise de Veyrinas du 30 avril au 5 mai 2004 |                                                                    |                 |                 |                        | |
|          |                                                            | Jean-Luc Moudenc (né le 19 juillet 1960, Toulouse)                 | 6 mai 2004      | 21 mars 2008    | UMP                    | Dans le domaine social il opère un quasi-doublement du Grand projet de ville pour les quartiers en difficulté, avec une priorité à la rénovation scolaire et à la construction de crèches et d’équipements de quartiers. La rue d'Alsace-Lorraine devient piétonne et une plus grande place aux vélos est faite au centre-ville. Il instaure la mise à disposition de vélos en libre-service dans tous les quartiers toulousains : VélôToulouse. Dans le domaine culturel, il inaugure le muséum d’histoire naturelle rénové, la Cité de l'espace agrandie, la Maison de l’Occitanie. En 2007, il initie le déménagement du Parc des expositions et la transformation de l’Île du Ramier en « île aux loisirs » et l’aménagement des berges de la Garonne pour les piétons-cycles[réf. nécessaire] . |
|          |                                                            | Pierre Cohen (né le 20 mars 1950, Bizerte, Tunisie)                | 21 mars 2008    | 4 avril 2014    | PS                     | |
|          |                                                            | Jean-Luc Moudenc (né le 19 juillet 1960, Toulouse)                 | 4 avril 2014    | en fonction     | UMP → LR → LFA         | |

## Longévité

### Liste des maires par durée de mandat
| Rang | Nom                     | Durée |
| ---- | ----------------------- | --- |
| 1    | Dominique Baudis        | 17 ans, 10 mois, 12 jours. |
| 2    | Jean-Luc Moudenc        | 14 ans, 5 mois, 1 jour. (Durée du premier mandat : 3 ans, 10 mois et 15 jours. En fonction depuis 11 ans, 3 mois et 23 jours). |
| 3    | Raymond Badiou          | 14 ans et 25 jours |
| 4    | Louis Bazerque          | 12 ans, 5 mois et 5 jours |
| 5    | Honoré Serres           | 12 ans, 5 mois et 3 jours |
| 6    | Pierre Baudis           | 11 ans, 11 mois et 20 jours |
| 7    | Guillaume de Bellegarde | 9 ans, 11 mois et 1 jour |